# Goneccalypsis gooti
Goneccalypsis gooti är en tvåvingeart som beskrevs av Hradsky och Geller-grimm 2000. Goneccalypsis gooti ingår i släktet Goneccalypsis och familjen rovflugor.
Artens utbredningsområde är Spanien. Inga underarter finns listade i Catalogue of Life.